# HMS Indomitable (1907)
«Индомитебл» (англ. Indomitable, «Упрямый») — британский линейный крейсер типа «Инвинсибл». Спущен на воду в 1907 году.
В 1908 году, ещё до официального ввода в строй, доставил принца Георга Уэльского на торжества по поводу трёхсотлетия Квебека. Принимал активное участие в начальной фазе Первой мировой войны. В 1914 году участвовал в безуспешной попытке Средиземноморского флота перехватить германские крейсера «Гёбен» и «Бреслау». Затем участвовал в обстреле турецких фортов на подступах к Дарданеллам.
В 1915 году входил в состав британской эскадры во время сражения у Доггер-банки. Из-за недостаточной скорости хода отстал от более новых линейных крейсеров и принял участие лишь в добивании повреждённого броненосного крейсера «Блюхер». В 1916 году участвовал в Ютландском сражении, добившись нескольких попаданий в германские линейные крейсера «Дерфлингер» и «Зейдлиц». Сражение показало недостаточную защищённость британских линейных крейсеров, приведшую три из них к гибели из-за взрыва боезапаса. Среди взорвавшихся кораблей были однотипный с «Индомитеблом» «Инвинсибл» и сходный по конструкции «Индефэтигебл».
«Индомитебл» был отстранён от активных боевых действий до окончания войны. В 1919 году был выведен в резерв и в 1921 году продан на слом.

## Конструкция
Длина корпуса между перпендикулярами составляла 172,9 м, ширина — 24 м, осадка носом — 7,75 м, кормой — 9,1 м. Нормальное проектное водоизмещение составляло 17 530 т, а полное — 20 750 т. Крейсер оснащался двумя комплектами паровых турбин Парсонса с приводом на четыре вала. Паром их снабжал 31 водотрубный паровой котёл с угольным отоплением и форсунками для впрыска нефти. Номинальная мощность силовой установки составляла 41 000 л. с., что по проекту должно было обеспечивать максимальную кратковременную скорость в 25 узлов. Внутренние винты имели диаметр 3,2 м (10 футов 6 дюймов) с шагом винта 3,45 м (11 футов 4 дюйма), внешние — 2,9 м (9 футов 6 дюймов) с шагом 3,45 м (11 футов 4 дюйма). Запас топлива составлял 3132 тонны угля и 724 тонны мазута. При скорости экономического хода в 10 узлов это обеспечивало дальность плавания 3090 миль.
Вооружение состояло из восьми 305-мм 45-калиберных орудий Mk X, расположенных в четырёх двухорудийных башнях. По одной башне находилось в носу и корме, ещё две башни размещались диагонально по бортам. Противоминный калибр состоял из шестнадцати 102-мм орудий QF Mk III. Часть из них была размещена на башнях главного калибра (по два орудия на каждой), остальные — в надстройках. Расположение орудий на башнях было признано неудачным, и в 1915 году их перенесли в надстройки. 40-калиберные 102-мм орудия считались недостаточно мощными, поэтому в 1917 году их заменили на 102-мм 50-калиберные орудия BL Mk VII в установках PVI.
| Сравнительные массы составляющих силовых установок крейсеров типа «Инвинсибл», т | Сравнительные массы составляющих силовых установок крейсеров типа «Инвинсибл», т | Сравнительные массы составляющих силовых установок крейсеров типа «Инвинсибл», т |
|                                                                                  | «Инфлексибл»                                                                     | «Индомитебл»                                                                     |
| -------------------------------------------------------------------------------- | -------------------------------------------------------------------------------- | -------------------------------------------------------------------------------- |
| Тип котлов                                                                       | Yarrow                                                                           | Babcock & Wilcox                                                                 |
| Главные механизмы                                                                | 1348,1                                                                           | 1316,6                                                                           |
| Винты                                                                            | 144,2                                                                            | 143                                                                              |
| Котлы                                                                            | 1298,5                                                                           | 1485                                                                             |
| Вода в котлах                                                                    | 162,2                                                                            | 129,1                                                                            |
| Вода в конденсаторах                                                             | 67,2                                                                             | 59,5                                                                             |
| Запас воды (приблизительно)                                                      | 25,4                                                                             | 25,4                                                                             |
| Вспомогательные механизмы                                                        |                                                                                  |                                                                                  |
| Испарители (англ. Evaporators)                                                   | 40,9                                                                             | 43,5                                                                             |
| Управляющие механизмы                                                            | 14                                                                               | 16                                                                               |
| ИТОГО                                                                            | 3100,5                                                                           | 3218,1                                                                           |

Первоначально корабль не имел специализированных зенитных орудий. С 1914 по 1917 год противовоздушную оборону корабля обеспечивали 47-мм орудия Гочкиса. В 1915 году были установлены два зенитных 76-мм орудия QF Mk II. В апреле 1917 года орудия Гочкиса были заменены зенитными 102-мм орудиями BL Mk VII в установках HA Mk II. Крейсер оснащался пятью подводными торпедными аппаратами калибра 457-мм. По два находились побортно, а один — в корме.
Главный броневой пояс имел толщину 152 мм. Стенки башен главного калибра и их барбеты имели толщину 178 мм. Носовая боевая рубка защищалась стенками 254-мм толщины, а кормовая — 152-мм. Верхняя броневая палуба имела толщину 19—25 мм. После Ютландского сражения над погребами дополнительно настелили слой брони в 25,4 мм. Нижняя броневая палуба имела толщину 38 мм с откосами 51 мм в средней части. Над рулевыми приводами она имела толщину 64 мм со скосами той же толщины.

## Строительство
По программе 1905—1906 года строились три однотипных броненосных крейсера — будущие «Инвинсибл», «Инфлексибл» и «Индомитебл». Первоначально третий крейсер должен был называться «Raleigh», но позже получил имя «Индомитебл» («Неукротимый»), став первым кораблём королевского флота, носившим это имя. Заказ на постройку «Индомитебла» был выдан частной судостроительной верфи «Фэрфилд Шипбилдинг энд Инжиниринг компани» в Говане 21 ноября 1905 года. Там же изготавливалась его энергетическая установка. Крейсер был заложен 1 марта 1906 года, а спущен на воду 16 марта 1907 года. Спусковой вес составлял 7461 т, из них корпус составлял 5744 т, броня 1907 т, механизмы 170 т и балласт 460 т.
Всего постройка длилась 30 месяцев — 12 с половиной месяцев занял стапельный период, и ещё в общей сложности, с перерывом, 18 месяцев длилась достройка на плаву. Стоимость постройки, без стоимости орудий, составила 1 662 337 фунтов стерлингов. На ходовые испытания крейсер вышел 8 апреля 1908 года.
Для выполнения особого задания крейсер был введён в строй, не пройдя полного цикла испытаний, 20 июня 1908 года. Командиром был назначен кэптен H. G. King-Hall. Вместе с броненосным крейсером «Минотавр» «Индомитебл» сопровождал принца Георга Уэльского на празднование 25 июля трёхсотлетия Квебека. 15 июля крейсера вышли из Портсмута в Монреаль. Во время перехода принц был на борту «Индомитебла» и зачислен в списки так называемой «чёрной команды» в качестве кочегара.
После празднования крейсер покинул Квебек 29 июля, прибыв 3 августа в Коус на острове Уайт. На обратном пути «Индомитебл» побил рекорд скорости трёхлетней давности британского крейсера «Дрейк», на переходе между Биллейсом и Фастнетом поддерживая среднюю скорость 25,13 узла. 10 августа крейсер в Чатаме был возвращён верфи для достройки.
| Данные ходовых испытаний | Данные ходовых испытаний | Данные ходовых испытаний | Данные ходовых испытаний | Данные ходовых испытаний |
|                          | 1/5 мощности             | 7/10 мощности            | 7/10 мощности            | полная мощность          |
| ------------------------ | ------------------------ | ------------------------ | ------------------------ | ------------------------ |
| Дата                     | 22 апреля 1908           | 26 апреля 1908           | 27 апреля 1908           | 29 апреля 1908           |
| Место                    | Скелморли                | Полперо                  | Скелморли                | Скелморли                |
| Количество пробегов      | 4                        | 6                        | 6                        | 4                        |
| Осадка носом, м          | 7,65                     | 7,82                     | 7,65                     | 7,62                     |
| Осадка кормой, м         | 8,0                      | 8,18                     | 8,0                      | 8,23                     |
| Водоизмещение, т         | 17 394                   | 17 902                   | 17 394                   | 17 714                   |
| Скорость, узлы           | 16,5                     | 22,488                   | 23,665                   | 26,106                   |
| Мощность на валах, л. с. |                          |                          |                          |                          |
| Внутренний правый        | 1908                     | 5777                     | 7553                     | 10 681                   |
| Внешний правый           | 2734                     | 8501                     | 8680                     | 12 429                   |
| Внутренний левый         | 2339                     | 5427                     | 6791                     | 11 705                   |
| Внешний левый            | 3323                     | 7035                     | 7954                     | 12 976                   |
| ИТОГО                    | 11 304                   | 26 740                   | 30 978                   | 47 791                   |
| Обороты валов, об/мин    |                          |                          |                          |                          |
| Внутренний правый        | 167                      | 232                      | 250                      | 277                      |
| Внешний правый           | 187                      | 271                      | 277                      | 307                      |
| Внутренний левый         | 173                      | 229                      | 243                      | 285                      |
| Внешний левый            | 185                      | 260                      | 272                      | 316                      |
| Средние                  | 178                      | 248                      | 260                      | 296                      |

## Служба

### Служба в мирное время
28 октября 1908 года передан флоту и зачислен в списки Норского резерва Гранд Флита. В апреле 1909 года «Индомитебл» был включён в состав 1-й крейсерской эскадры Гранд Флита, в которую, кроме него, входили «Дрейк» (флагман), «Инвинсибл» и «Инфлексибл».
В июле к эскадре присоединился «Дифенс». В июне и июле «Индомитебл» в составе флота Метрополии участвовал на объединённых манёврах вместе с атлантическим и средиземноморским флотами. Во время этих манёвров «Индомитебл» с 17 по 24 июля 1909 года посетил Саутенд. 26 июля он стал флагманом 1-й эскадры крейсеров, сменив «Дрейк». Командиром был назначен кэптен C. M. de Bartolome. 31 июля принял участие в королевском смотре на Спитхедском рейде.
Во время ремонта в 1910 году в Чатаме на площадках носовой и кормовой мачт были установлены указатели дистанции до кораблей противника. Ремонт длился до 8 августа. 9 августа «Индомитебл» вернулся в состав 1-й эскадры в качестве флагманского корабля.
В апреле 1910 года крейсер опять принял участие в совместных манёврах флотов Метрополии, атлантического и средиземноморского у побережья Шотландии, посетив Торбей. 9 августа 1910 года «Индомитебл» был переведён в Чатам, став флагманом 1-й эскадры крейсеров флота Метрополии. При проведении планового ремонта была увеличена на 2 метра передняя дымовая труба для снижения задымления фор-марса.
В 1911 году «Индомитебл» из броненосного был переклассифицирован в линейный крейсер. В январе 1911 года принял участие в совместных учениях трёх флотов у побережья Испании. Весной 1911 года в составе 2-й эскадры флота Метрополии в рамках подготовки визита британской королевы в Ирландию посетил порты Ирландии, откуда доставил Георга Уэльского в Карнарвон. А 24 июня 1911 года принял участие в параде на Спитхедском рейде по случаю коронации Георга V. В июне — июле 1911 года опять участвовал в совместных манёврах флотов у побережья Англии и в Северном море.
С ноября 1911 года по февраль 1912 года «Индомитебл» прошёл очередной ремонт. С мачт были сняты указатели дистанции до противника и переделана площадка на фок-мачте. 21 февраля 1911 года после возвращения из ремонта «Индомитебл» был включён в состав 2-й эскадры крейсеров Метрополии, став флагманом вместо «Шеннона». 9 июля он участвовал в Парламентском смотре на Спитхедском рейде, затем поучаствовав в ежегодных манёврах флота. Осенью 1912 года совершил поход на Балтику в составе отряда крейсеров («Индомитебл», «Кохрейн», «Ахиллес», «Уорриор», «Натал»), пребывая в Ревеле с 22 по 26 сентября.
11 декабря 1912 года «Индомитебл» опять перевели в 1-ю крейсерскую эскадру, с января 1913 года ставшую 1-й эскадрой линейных крейсеров Метрополии. 17 марта 1913 года в заливе Стоке «Индомитебл» столкнулся с минным заградителем «С-4», получив лёгкие повреждения форштевня. В 1913 году было решено образовать на Средиземном море мощную эскадру линейных крейсеров. Поэтому после окончания июльских совместных манёвров «Индомитебл» и «Инвинсибл» были 27 августа посланы в Средиземное море с целью образования 2-й эскадры линейных крейсеров. После ремонта в Ширнессе 10 февраля 1914 года крейсер под командованием Френсиса Кеннеди вернулся в состав 2-й эскадры линейных крейсеров Средиземного моря. В эскадру под командованием контр-адмирала Милна вошли также «Инфлексибл» (флагман) и «Индефэтигебл». 24 июля 1914 года «Индомитебл» прибыл на Мальту для докования и временного ремонта. Во время ремонта прожектор с носовой надстройки был перенесён на мостик. На Мальте крейсер и застало начало Первой мировой войны.

### Начало Первой мировой войны. Охота на «Гёбен» и «Бреслау». Операции в Средиземном море
2 августа 1914 года «Индомитебл» прервал ремонт и по приказу срочно вышел в море. В 21:00 британская эскадра в составе линейных крейсеров «Индомитебл», «Индефэтигебл», броненосных крейсеров «Дифенс», «Уорриор», «Дюк оф Эдинбург» и лёгкого крейсера «Глостер» в сопровождении восьми эсминцев начала патрулирование входа в Адриатику, блокируя выход австро-венгерского флота. «Индомитебл» и «Индефэтигебл» утром 3 августа были отправлены в район между мысами Бон и Спартивенто на поиски германских крейсеров — линейного «Гёбена» и лёгкого «Бреслау». В 20:00 крейсера были срочно отозваны в Гибралтар для предотвращения прорыва германских крейсеров в Атлантику.
За несколько часов до истечения британского ультиматума Германии, 4 августа 1914 года в 10:35 в 50 милях от острова Галита «Индомитебл» и «Индефэтигебл» обнаружили сначала «Бреслау», а затем и «Гёбен». «Гёбен» имел бо́льшую скорость хода, чем британские линейные крейсера, но из-за обрастания днища не мог развить более 24 узлов. Его вооружение было сравнимо с британскими крейсерами, но бронирование значительно лучше — пояс толщиной в 270 мм против 152 мм британских крейсеров. Британские крейсера встретили сильного противника.
«Индомитебл» не окончил докование на Мальте, и потому его обросшее днище не позволяло развить скорость хода более 22 узлов. «Гёбен» и «Бреслау» постепенно оторвались от преследовавших их британских крейсеров и вскоре скрылись из виду. 5 августа к британцам присоединился «Инфлексибл». «Индомитебл» был отправлен в Бизерту для погрузки угля.
8 августа, встретившись на Мальте с «Инфлексиблом» и «Индефэтигеблом», соединение снова вышло в море в сопровождении лёгкого крейсера «Уэймут». 10—11 августа британские корабли производили поиск «Гёбена» и «Бреслау» в восточной части Средиземного моря. 11—19 августа корабли патрулировали Эгейское море и прикрывали вход в Дарданеллы. Однако эти меры не помогли, и германские крейсера проникли в пролив. Британские линейные крейсера получили 19 августа приказ вернуться в Гибралтар.
«Индомитебл» был отправлен 20 сентября 1914 года на усиление союзной эскадры, блокировавшей Дарданеллы. Сюда он прибыл в экспериментальной двухцветной окраске. На рассвете 3 ноября союзная эскадра обстреляла турецкие батареи, прикрывавшие Дарданеллы. Французские броненосцы «Сюффрен» и «Верите» обстреливали мыс Кум-Кале и батареи Оркание. Британские линейные крейсера «Индомитебл» и «Индефэтигебл» обстреливали форт Седд-эль-Бахр, находясь вне зоны действия его орудий. Крейсера выпустили 46 305-мм снарядов с дистанции 11 200—12 800 м (60—69 каб) и взорвали пороховой погреб форта.
«Индомитебл» после этого получил приказ вернуться в Великобританию, куда и прибыл в ноябре 1914 года. 23 декабря 1914 года крейсер получил приказ соединиться в море с 1-й эскадрой линейной крейсеров. На «Нью Зиленде», из-за необычного камуфляжа и расположения стеньг на «Индомитебле», чуть было не открыли по нему огонь.
После похода «Индомитебл» встал на ремонт до 14 января 1915 года. 102-мм орудия с башен «A» и «Y» были перенесены в носовую и кормовую надстройки (по два орудия в каждую), а носовые орудия прикрыли стальными листами. Крейсеру вернули обыкновенную защитную окраску. После ремонта корабль включили во вновь сформированную 2-ю эскадру линейных крейсеров под командованием контр-адмирала Мура, флагманским кораблём которого был линейный крейсер «Нью Зиленд».

### Сражение у Доггер-банки
24 января в у Доггер-банки впервые встретились в одном бою британские и германские линейные крейсера. В состав германской эскадры под командованием Хиппера входили броненосный крейсер «Блюхер», линейные крейсера «Зейдлиц», «Мольтке» и «Дерфлингер». Английская эскадра под командованием Битти включала в себя 1-ю эскадру линейных крейсеров («Лайон», «Тайгер», «Принцесс Ройал») и 2-ю эскадру под командованием Мура — «Нью Зиленд» и «Индомитебл». «Индомитебл» шёл концевым.
В 7:30 германское соединение было обнаружено лёгким крейсером «Аурора» у восточного края Доггер-банки. Хиппер не принял бой с превосходящими силами и, развернувшись, стал уходить к своим базам. Сражение свелось к преследованию германской эскадры. Британская эскадра шла на максимально возможной скорости. Трюмные команды приложили максимум усилий, и «Индомитебл» смог обеспечить частоту вращения гребных валов до 292 об/мин, временами развивая скорость в 25 узлов. Однако и такая скорость была заметно меньше скорости крейсеров 1-й эскадры, которые развили порядка 28 узлов и оторвались от «Нью Зиленд» и «Индомитебла».
В результате бой вёлся в основном крейсерами 1-й эскадры, а «Индомитебл» смог открыть огонь лишь через 1 час и 53 минуты после начала боя — в 10:45, начав обстреливать отставший от германской колонны повреждённый «Блюхер». В течение приблизительно часа «Индомитебл» выпустил 134 305-мм снаряда — 40 бронебойных, 15 полубронебойных и 79 фугасных. Ещё два шрапнельных снаряда были выпущены по германскому дирижаблю L-5, ведшему разведку. Попадания «Индомитебла» точно выделить затруднительно, так как в завершающей части боя «Тайгер», «Принцесс Ройал» и «Нью Зиленд» из-за неразберихи прекратили преследование и тоже вели стрельбу по «Блюхеру». Германский крейсер затонул, получив от 70 до 100 попаданий крупнокалиберных снарядов и около 7 торпед.
«Индомитебл» получил одно попадание с «Блюхера» 210-мм снарядом, срикошетировавшим от воды. После боя в районе 15:30 «Индомитебл» получил приказ взять на буксир повреждённый британский флагман — лишившийся хода крейсер «Лайон». Около 17:00 оба крейсера отправились в Ферт-оф-Форт (Розайт) под конвоем большого количества лёгких крейсеров и эсминцев, приданных из опасения ночных атак германских миноносцев. Буксировка длилась всю ночь, и только около 14:30 26 января крейсера встали на якорь в Розайте.
С января по февраль 1915 года «Индомитебл» проходил восстановительный ремонт после пожара, вызванного коротким замыканием электропроводки. В ходе ремонта были установлены приборы управления центральной наводки, добавлены дополнительные верхние крылья на капитанском мостике.
После ремонта «Индомитебл» был включён в состав 3-й эскадры линейных крейсеров. В состав эскадры вошли все три линейных крейсера типа «Инвинсибл». На «Инвинсибле» держал свой флаг командующий эскадрой — контр-адмирал Хорас Худ. Эскадра базировалась на Розайт. 11 марта при переходе из Скапа-Флоу на Оркнейских островах в Розайт «Индомитебл» был безуспешно атакован германской подводной лодкой. Затем вместе с третьей эскадрой «Индомитебл» провёл ряд практических стрельб. В апреле 1915 года на нём установили две 76-мм зенитных пушки Mk.I.

### Ютландское сражение
31 мая 1916 года во время Ютландского сражения «Индомитебл» шёл третьим в строю 3-й эскадры линейных крейсеров — после «Инвинсибла» и «Инфлексибла». Эскадра под командованием Хораса Худа шла вместе с Гранд-Флитом и не приняла участие в бою авангардов. Когда авангардное соединение британцев под командованием Битти вышло на основные силы Флота открытого моря, ему пришлось отходить под огнём противника.
Командующий Гранд-Флитом Джеллико отправил на помощь Битти эскадру Худа. Крейсера 3-й эскадры вышли в голову соединения Битти и вступили в перестрелку с германскими линейными крейсерами во время первого боя основных сил флотов. Дистанции боя в этот момент составляли порядка 50 кабельтовых, но условия освещения были неблагоприятны для германских кораблей — британские корабли были практически не видны на тёмной стороне горизонта, и их положение можно было определить только по вспышкам орудий.
«Индомитебл» в этой части боя вёл огонь по «Дерфлингеру», добившись трёх попаданий. В 18:26 первый 305-мм снаряд разорвался в воде вблизи корпуса в районе первого 150-мм орудия. Обшивка корпуса ниже ватерлинии разошлась на протяжении 12 метров, открылась небольшая течь и стало заливать угольный бункер. Осколками разорвавшегося снаряда засыпало бронированный борт. В 18:30 «Индомитебл» добился ещё двух попаданий. Второй снаряд попал в стык 300-мм броневых плит главного пояса в районе главной палубы. Плиты вдавило в тиковую подкладку обшивки борта на 70—80 мм, выгнув обшивку и часть главной палубы. Третий снаряд попал в 260-мм пояс каземата, вдавив его в борт на 30—40 мм. Этим взрывом также разворотило укладку противоторпедной сети на длине в 10 метров, и её ошметки свесились в воду, грозя намотаться на винты. На «Дерфлингере» пришлось останавливать машины на две минуты и вылавливать из воды остатки сети.
Приблизительно в это же время тучи на короткое время разошлись, и «Инвинсибл» был освещён заходящим солнцем. Этим воспользовались «Лютцов» и «Дерфлингер». Результатом сосредоточенного огня двух германских крейсеров в течение нескольких минут стали ряд попаданий и взрыв погребов «Инвинсибла», разломавший флагманский корабль Худа пополам. Крейсер затонул в считанные секунды практически со всем экипажем.
«Индомитебл» и «Инфлексибл» после этого снизили скорость до 18 узлов и перестроились в хвост крейсерам Битти. Позже «Индомитебл» вёл огонь по лёгкому крейсеру «Регенсбург» и миноносцам. В сумерках «Индомитебл» вёл огонь по «Зейдлицу», добившись одного попадания. В это время условия освещённости тоже не благоприятствовали германским кораблям — британские корабли были не видны в темноте, а германские крейсера просматривались на ещё светлой стороне горизонта. Линейным крейсерам Хиппера своевременно пришли на помощь броненосцы 2-й эскадры, выйдя в голову германской колонны. «Индомитебл», переключившись на стрельбу по «Поммерн», добился ещё одного попадания.
Всего «Индомитебл» за время боя выпустил 175 305-мм снарядов и ещё четыре 102-мм. Всего он добился пяти попаданий (2,9 %), при этом в сам крейсер попаданий отмечено не было.

### Окончание войны и судьба
Оба уцелевших крейсера типа «Инвинсибл» до конца войны в активных боевых действиях участия не принимали. При реорганизации Гранд-Флита 5 июня 1916 года «Индомитебл» был зачислен в состав 2-й эскадры линейных крейсеров. В августе 1916 года крейсер находился в ремонте, во время которого были установлены двенадцать новых 102-мм 50-калиберных орудий QF.Mk.VII в установках P.IV. В апреле 1917 года было установлено одно 102-мм зенитное орудие QF.Mk.VII с углом возвышения ствола +60°.
С 1917 года линейные крейсера Гранд-Флита начали оснащать катапультами для запуска колёсных истребителей. Истребители должны были бороться с «цеппелинами», проводившими разведку в Северном море и бомбардировавшими побережье Англии. После выполнения задания самолёт возвращался на береговой аэродром. При запуске далеко от берега такой самолёт был фактически одноразовым — после выполнения задания он садился на воду и лётчика поднимали на борт корабля. К концу войны в 1918 году «Индомитебл» получил на вооружение два колёсных самолёта фирмы «Сопвич» — по одному истребителю Sopwith Camel и двухместному многоцелевому Sopwith 1½ Strutter. Для взлёта самолётов на крышах башен «P» и «Q» были установлены специальные деревянные платформы.
22 апреля 1918 года «Индомитебл» в составе 2-й эскадры совместно с 7-й эскадрой лёгких крейсеров вышел для прикрытия идущего из Великобритании в Скандинавию крупного конвоя в составе 39 транспортов. Ожидался выход крупных германских боевых кораблей, и 2-й эскадре для усиления были приданы линейные корабли «Геркулес» и «Эджинкорт». Весь день 23 апреля соединение провело в море, но германские корабли так и не появились.
В составе 2-й эскадры линейных крейсеров 21 ноября 1918 года «Индомитебл» участвовал в конвоировании идущего на интернирование в Ферт-оф-Форт Флота открытого моря. В феврале 1919 года «Индомитебл» был выведен в резерв и в марте зачислен в списки Норского резерва. В июле 1919 года было принято решение о продаже морально устаревшего крейсера на слом. 31 марта 1920 года был внесён в список на исключение из состава флота и 7 апреля внесён в список на продажу для разделки на металл. 1 декабря 1920 года он был продан компании «Стенли Шипбрейкинг компани» в Дувре. 30 августа 1922 года он был отбуксирован в Дувр и к апрелю 1923 года разобран на металл.

## Использованная литература и источники
1. ↑  Roberts. Battlecruisers. — P. 76
2. ↑  Campbell. Battlecruisers. — P. 7
3. ↑  Campbell. Battlecruisers. — P. 5—6
4. 1 2 3  Conway's, 1906—1921. — P.24
5. ↑  Roberts. Invincible Class. — P. 14.
6. 1 2 3 4 5  Campbell. Battlecruisers. — P. 6
7. ↑  Roberts. Invincible Class. — P. 5.
8. 1 2 3 4 5 6 7 8  Roberts. Invincible Class. — P. 31.
9. 1 2 3 4 5  Мужеников В. Б. Линейные крейсера Англии (часть I). — С. 54.
10. ↑  Паркс. Линкоры Британской империи. Том 6. — С. 61.
11. ↑  Roberts. Invincible Class. — P. 15.
12. 1 2  Мужеников В. Б. Линейные крейсера Англии (часть I). — С. 56.
13. 1 2  Мужеников В. Б. Линейные крейсера Англии (часть I). — С. 57.
14. 1 2 3 4 5  Мужеников В. Б. Линейные крейсера Англии (часть I). — С. 58.
15. ↑  Мужеников В. Б. Линейные крейсера Англии (часть I). — С. 58—59.
16. 1 2 3  Мужеников В. Б. Линейные крейсера Англии (часть I). — С. 59.
17. ↑  Вильсон Х. Линкоры в бою. — С. 104—106.
18. ↑  Мужеников В. Б. Линейные крейсера Англии (часть I). — С. 59—60.
19. 1 2 3 4  Мужеников В. Б. Линейные крейсера Англии (часть I). — С. 60.
20. ↑  Вильсон Х. Линкоры в бою. — С. 130—146.
21. ↑  Вильсон Х. Линкоры в бою. — С. 152—154.
22. 1 2 3  Мужеников В. Б. Линейные крейсера Англии (часть I). — С. 61.
23. ↑  Campbell. Battlecruisers. — P. 12
24. 1 2  Мужеников В. Б. Линейные крейсера Англии (часть I). — С. 62.
25. ↑  Норман Полмар. Глава 1. Крылья над морем. Раздел «Настоящие авианосцы» // Авианосцы / Перевод с английского А. Г. Больных. — в 2 томах. — М.: АСТ, 2001. — Т. 1. — 698 с. — (Военно-историческая библиотека). — ISBN 5-17-010481-2.
26. 1 2  Мужеников В. Б. Линейные крейсера Англии (часть I). — С. 22.